# Desenrola
Desenrola è un film del 2010 diretto da Rosane Svartman ed interpretato, tra gli altri, da Olívia Torres, Lucas Salles, Kayky Brito e Juliana Paiva.
Il film ha poi ispirato la serie televisiva Desenrola Aí.

## Trama
La sedicenne Priscila, da sempre innamorata di Rafa, viene rifiutata dal ragazzo perché ancora vergine. Sconvolta da ciò decide di compiere, insieme agli amici Caco, Boca e Tize un sondaggio su quante ragazze siano ancora vergini.
A causa di un malinteso, Amaral crede che Priscilla e Boca abbiano fatto sesso e fa pressione sul suo amico, il quale, mentendo, conferma l'accaduto. La notizia si diffonde in fretta in tutta la scuola e Priscila decide di approfittare della bugia per cercare di conquistare Rafa e perdere la verginità con lui. Ma nel frattempo Boca finisce per innamorarsi veramente della ragazza.

## Distribuzione
Il film è stato distribuito nei cinema brasiliani il 14 gennaio 2011.

## Accoglienza

### Botteghino
Girato con un budget stimato di 3.000.000 real, il film ha incassato in tutto il mondo 1.583.482 dollari.

## Riconoscimenti
- 2010 - Paulínia Film Festival
  - Miglior costumi

- 2011 - Miami Brazilian Film Festival
  - Miglior attrice